# Närkes runinskrifter 17
Närkes runinskrifter 17 är en medeltida runsten som hittades 1917 i spiselmuren på torpet Hageborg i Ormesta i Almby socken, Örebro kommun. Samma år skänktes stenen till Örebro läns museum av samma lantbrukare som tre år tidigare hade skänkt Nä 16 till museet. 
Stenen, som inte är fullständigt bevarad, är av sandsten och är 95 cm hög och 35 cm bred. Eftersom den ingått i spiselmuren är den på vissa ställen svärtad av eld. 
Ristningen gör ett ganska egendomligt intryck. Vissa av tecknen är inte runor över huvud taget, och även om man kan uppfatta ord som sin, 'sin', och kuþ, 'Gud', så saknar texten som helhet språklig innebörd.